# Страдная пора. Косцы
«Стра́дная пора́. Косцы́» — картина русского художника Григория Мясоедова (1834—1911), оконченная в 1887 году. Хранится в Государственном Русском музее в Санкт-Петербурге (инв. Ж-6899). Размер — 164 × 282 см (по другим данным, 179 × 275 см). Произведение, сочетающее в себе элементы бытового жанра и пейзажа, посвящено теме крестьянского труда во время жатвы. Изначально картина была известна под названием «Страдная пора», впоследствии также употреблялись названия «Страда» и «Косцы». В современной литературе обычно используется двойное название — «Страдная пора (Косцы)» или «Страдная пора. Косцы».
Полотно было представлено на 15-й выставке Товарищества передвижных художественных выставок («передвижников»), открывшейся в феврале 1887 года в Санкт-Петербурге. Прямо с экспозиции картина была приобретена императором Александром III. Долгое время «Страдная пора» находилась в Гатчинском дворце. Летом 1941 года, после начала Великой Отечественной войны, коллекция живописи из Гатчинского дворца была эвакуирована в Сарапул. После войны картины находились сначала в Пушкине, а затем в Павловске. В 1959 году полотно «Страдная пора. Косцы» было передано в Государственный Русский музей.
В обзорной статье, посвящённой 15-й передвижной выставке, художественный критик Владимир Стасов назвал «Страдную пору» с изображённым на ней «золотым ржаным полем» одной из самых превосходных картин Мясоедова и отметил, что она полна «поэзии, светлого чувства, чего-то здорового и торжественного». Искусствовед Дмитрий Сарабьянов писал, что в этом произведении Мясоедову удалось добиться «монументального построения полотна», которое соответствует общему замыслу и показывает «красоту трудового подъёма в страдную пору». По мнению искусствоведа Ирины Шуваловой, в этом полотне впервые в русской живописи столь отчётливо были показаны «величие и красота крестьянского труда и, главное, его могучее созидательное начало».

## История

### Предшествующие события и работа над картиной

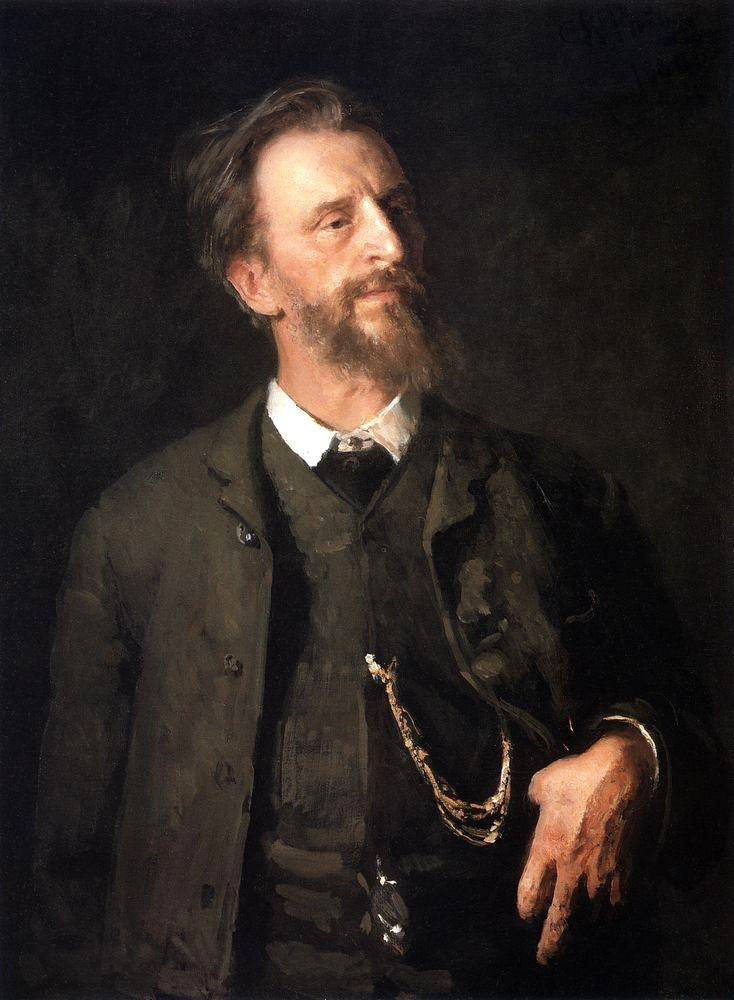
И. Е. Репин. Портрет Г. Г. Мясоедова (1884—1886, ГТГ)

В 1853—1862 годах Григорий Мясоедов учился в Академии художеств в классе исторической живописи. В 1862 году за полотно «Бегство Григория Отрепьева из корчмы на литовской границе» (ныне во Всероссийском музее А. С. Пушкина) Мясоедов был удостоен большой золотой медали Академии художеств. Вместе с этой наградой он получил звание классного художника 1-й степени, а также право на пенсионерскую поездку за границу. В 1863—1866 и 1867—1869 годах художник работал в Италии, Франции и Испании, также посетил Германию, Бельгию и Швейцарию. В марте 1869 года Мясоедов возвратился в Россию, в последующие годы жил и работал в Москве, Санкт-Петербурге, Тульской, Харьковской и Полтавской губерниях, а также в Крыму; в 1870 году за картину «Заклинания» получил звание академика исторической живописи.
Мясоедов был одним из основателей созданного в 1870 году Товарищества передвижных художественных выставок («передвижников»), первая выставка которого открылась в ноябре 1871 года в Санкт-Петербурге. После этого все основные произведения Мясоедова экспонировались на передвижных выставках — «Земство обедает» (1872), «Чтение положения 19 февраля 1861 года» (1873), «Опахивание» (1876), «Засуха» (1878), «Самосожигатели» (1882—1884) и другие. В первой половине 1880-х годов, наряду с работой над тематическими картинами, Григорий Мясоедов обратился к пейзажным мотивам. В 1881 году на 9-й передвижной выставке экспонировалось его полотно «Дорога во ржи» (холст, масло, 65 × 145 см, ныне в ГТГ). По-видимому, работа над пейзажами такого типа и привела Мясоедова к идее создания серии картин, «прославляющих мощь и поэзию крестьянского труда».

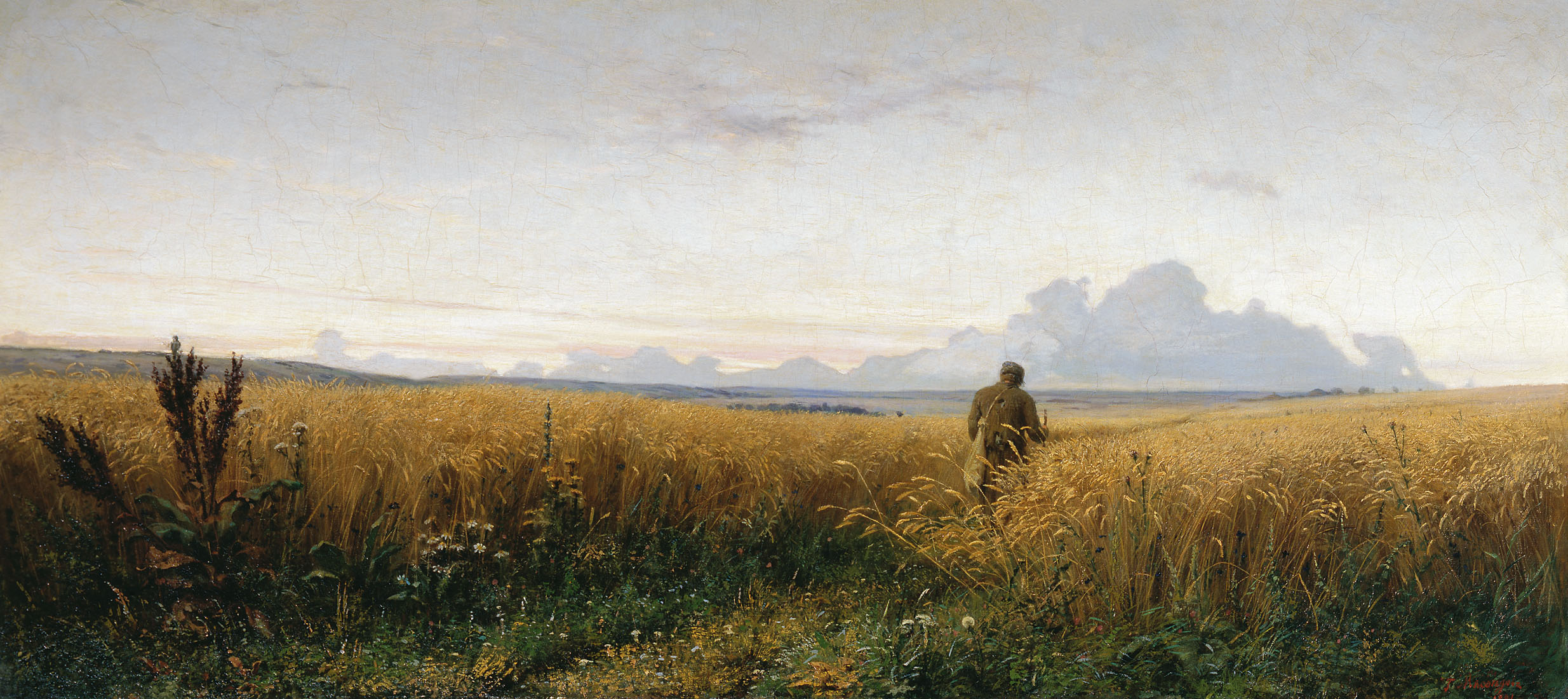
Г. Г. Мясоедов. Дорога во ржи (1881, ГТГ)

Через несколько лет после создания «Дороги во ржи» художник опять возвратился к схожему мотиву. В письме к пейзажисту Александру Киселёву от 25 января 1886 года Григорий Мясоедов сообщал, что начал работу над пейзажем «Поле ржи по заходе солнца», который «выходит скучно и не даёт должного представления». В том же письме Мясоедов писал: «Для бытовых же картин я считаю себя достаточно опытным в пейзаже, и фоны писать могу без стеснения, вот к этому-то и перейду». Так художник пришёл к идее о создании эпического полотна, не только включающего в себя пейзаж с золотым полем ржи на фоне летнего неба, но и воспевающего труд крестьян, занятых на уборке хлебного урожая. Работа над картиной «Страдная пора» заняла около года.

### 15-я передвижная выставка и другие выставки конца XIX века
«Страдная пора» была представлена на 15-й выставке Товарищества передвижных художественных выставок, открывшейся в Санкт-Петербурге 25 февраля 1887 года, а в апреле того же года переехавшей в Москву. Петербургская часть выставки проходила в доме Боткиной (Сергиевская улица, дом 7), а московская — в помещении Московского училища живописи, ваяния и зодчества. «Страдная пора» была единственным произведением Мясоедова, представленным на выставке. Там же экспонировались такие известные в будущем крупноформатные полотна, как «Боярыня Морозова» Василия Сурикова и «Христос и грешница» Василия Поленова.
Полотно «Страдная пора» получило хорошие отзывы. В частности, в обзоре, опубликованном в журнале «Русская мысль», писатель Павел Ковалевский так описывал свои впечатления: «Прелестная картина г. Мясоедова. От неё не отошёл бы и стоишь долго, охваченный русским летом, русским полем…». Художник Василий Поленов писал своей сестре Елене Поленовой: «Мясоедов давно такой хорошей вещи не выставлял — огромная картина, мужики и бабы косят рожь. Удивительно правдиво и оригинально…». Хорошо отозвался о картине и художественный критик Владимир Стасов, опубликовавший обзорную статью о выставке передвижников. Прямо с выставки «Страдная пора» была приобретена императором Александром III.
В 1887—1888 годах 15-я передвижная выставка продолжила своё путешествие по другим городам Российской империи, побывав в Харькове (в августе — сентябре), Елисаветграде (в сентябре — октябре), Одессе (в октябре — ноябре) и Киеве (в декабре — январе). Известно, что в 1889—1890 годах полотно «Страдная пора» экспонировалось на 2-й параллельной передвижной выставке, основу которой составили произведения, представленные на 15-й и 16-й выставках ТПХВ. Эта выставка побывала в Казани, Самаре, Пензе, Тамбове, Козлове, Воронеже, Новочеркасске, Ростове-на-Дону, Таганроге, Екатеринославе и Курске. По некоторым данным, в 1892 году «Страдная пора» экспонировалась на 3-й параллельной передвижной выставке, проходившей в Картинной галерее Н. Д. Селивёрстова в Пензе. Эта выставка также побывала в Казани и Самаре. В 1893 году авторское повторение полотна «Страдная пора» (под английским названием «Harvest time») экспонировалось в русском отделе Всемирной выставки в Чикаго, вместе с другой картиной Мясоедова — «Бегство Григория Отрепьева из корчмы на литовской границе» (1862, ныне в ВМП).

### Последующие события
Долгое время полотно «Страдная пора» находилось в Гатчинском дворце. В изданном в 1940 году путеводителе по Гатчинскому дворцу и парку искусствовед и историк Андрей Пац-Помарнацкий сообщал, что на тот момент картина Мясоедова «Косцы» находилась в 4-й приёмной Александра III вместе с полотном Владимира Орловского «Дорога под Киевом» (1889), а также портретом Александра III в егерском мундире кисти Алексея Корзухина. По словам Пац-Помарнацкого, картина «Косцы» — «прекрасная по живописи, но совершенно безыдейная, не дающая никакого представления о подлинной, нищенской жизни крестьян и поэтому вполне приемлемая для комнат царского дворца».

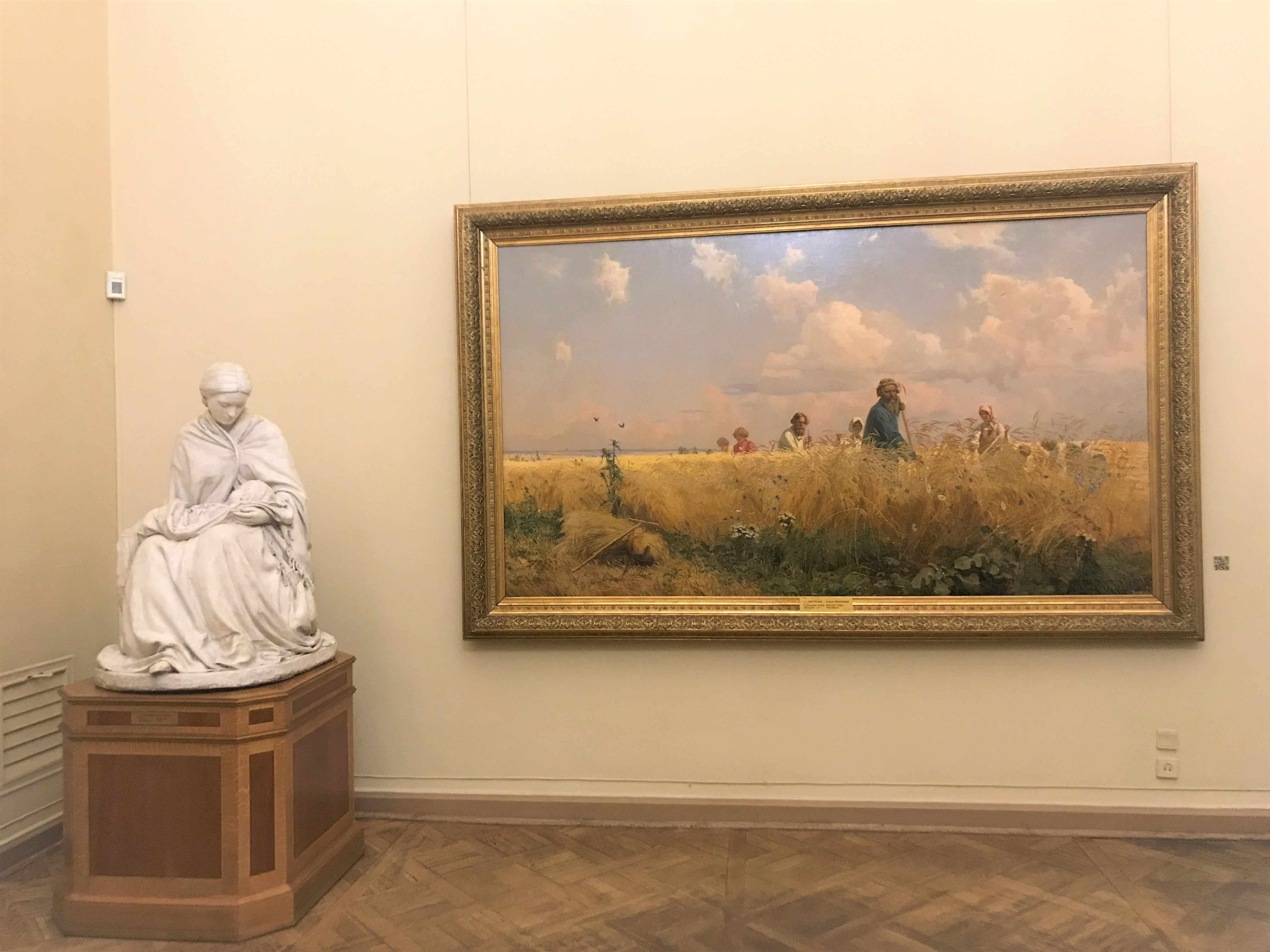
Картина «Страдная пора. Косцы» в ГРМ

Летом 1941 года, после начала Великой Отечественной войны, значительная часть экспонатов Гатчинского дворца была эвакуирована четырьмя железнодорожными эшелонами в город Сарапул (Удмуртская АССР). Предметы живописи были вывезены вторым эшелоном, которым руководил художник П. П. Кириллов. В Сарапуле экспонаты из Гатчинского дворца были размещены в Республиканском научном музее Прикамского края (ныне — Музей истории и культуры Среднего Прикамья), который в то время также именовался Музеем-хранилищем ленинградских пригородных дворцов. После окончания войны, в октябре 1945 года, начался вывоз ценностей обратно в Ленинградскую область. Сначала они были размещены в Александровском дворце города Пушкина, где было создано Центральное хранилище музейных фондов (ЦХМФ), а затем это хранилище было переведено в Павловск.

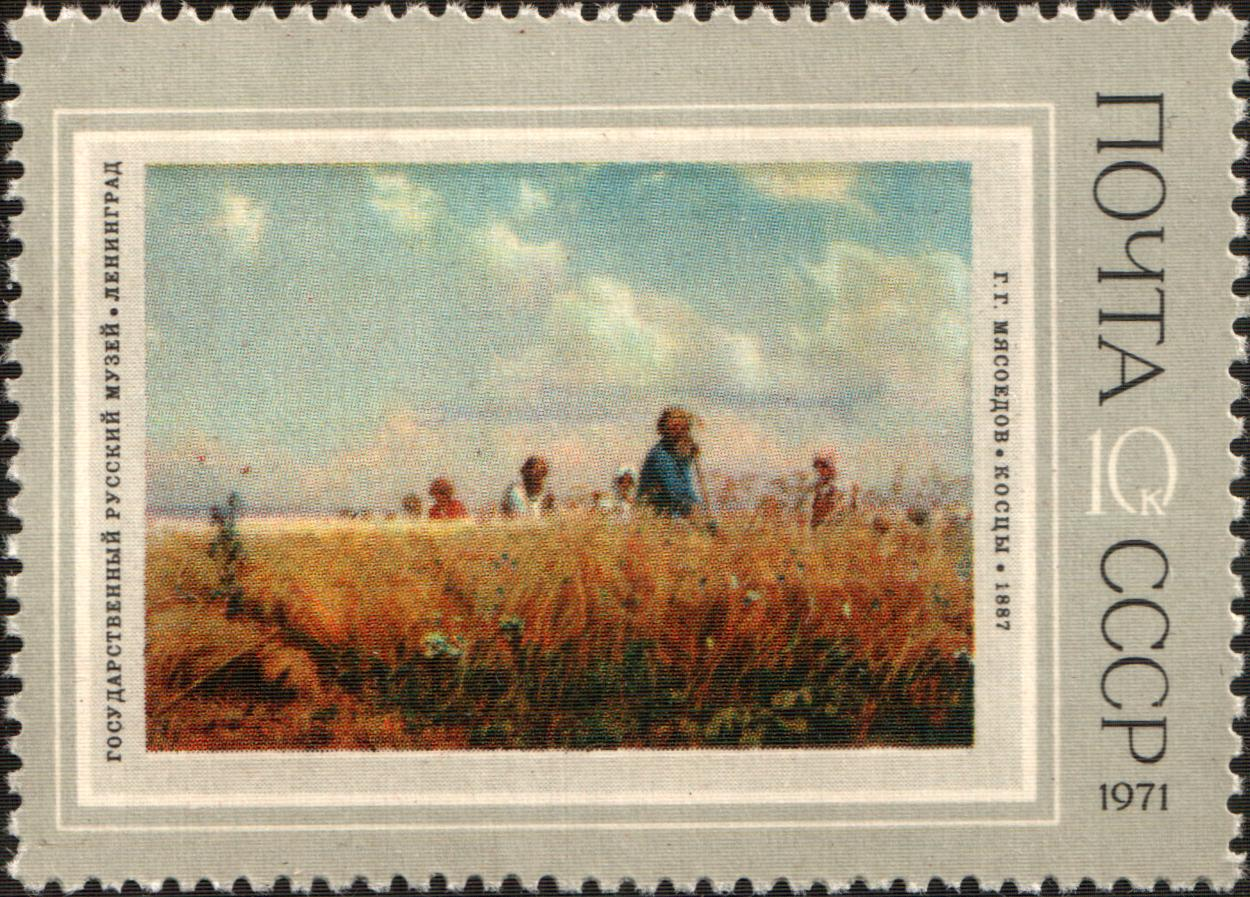
Картина «Косцы» на почтовой марке СССР 1971 года

В 1959 году картина «Страдная пора. Косцы», в то время хранившаяся в Павловском дворце-музее, была передана из Центрального хранилища музейных фондов в Государственный Русский музей. Полотно выставляется в зале № 31 Михайловского дворца, где также находятся картины «На войну» Константина Савицкого, «В тёплых краях» Николая Ярошенко, «Крестный ход» Иллариона Прянишникова и другие.
Полотно «Страдная пора. Косцы» было одним из экспонатов выставки «Крестьянский мир в русском искусстве», проходившей с мая по август 2005 года в Государственном историческом музее в Москве, а затем, с октября 2005 года по февраль 2006 года, — в корпусе Бенуа Государственного Русского музея в Санкт-Петербурге. С января 2016 года по январь 2017 года картина «Страдная пора. Косцы» экспонировалась на выставке «Времена года», проходившей в филиале Государственного Русского музея в Малаге (Испания).

## Сюжет, действующие лица и композиция
Под голубым небом с розоватыми облаками раскинулось золотистое поле спелой ржи. В той части поля, которая находится справа, рожь уже скошена. В сторону зрителя мерно движутся крестьяне-косцы, им помогают женщины и дети. К жатве — важному событию в жизни крестьян — готовились заранее, работали целыми семьями, при необходимости призывали на помощь соседей. Впереди, ведя за собой остальных, идёт пожилой косарь — по-видимому, глава семьи. Его опалённое солнцем лицо выглядит серьёзным и строгим (как подчёркивает критик, не по причине тяжёлых раздумий, а из-за поглощённости работой). Он одет в голубую рубаху, а его волосы подвязаны жгутом ржи (по народному обычаю, для этого использовались колосья из первого снопа). В выражении его лица, крепкой фигуре, уверенной поступи и энергичном движении рук чувствуется внутренняя собранность. За ним в том же ритме движется второй косарь, одетый в белую рубаху. Хотя он вспотел и волосы прилипли ко лбу, он старается не отстать от первого крестьянина. Далее следует третий косарь в красной рубахе. Он — самый молодой из трёх, его лицо оживлено улыбкой, труд доставляет ему радость. Рядом с косцами трудятся крестьянки, которые сгребают колосья и вяжут снопы. Композиция строится на чередовании мужских и женских фигур, а также тёмных и светлых пятен одежды.
Фрагменты картины «Страдная пора. Косцы»
Значительную роль в произведении играет пейзаж, включающий в себя колышущееся море колосьев ржи — безбрежные поля, доходящие до самого горизонта. По словам искусствоведа Ирины Шуваловой, «показанная в период цветения, полная жизненных сил природа воспринимается здесь как синтетический образ родной земли». Глубина пейзажа передана посредством цветового строя и ритма цветовых пятен. С помощью выбора точки зрения — под углом и несколько снизу — создаётся ощущение большего разворота пространства, а также достигается «монументализация образов» крестьян, фигуры которых словно вырастают из колосьев и возвышаются над зрителем. Не нарушая цельности образа, пейзаж оживляют разнообразные мелкие детали: летающие над полем бабочки, листья лопуха, стебли чертополоха, а также васильки, проглядывающие среди колосьев, и ромашки, изображённые на переднем плане.
Картина наполнена оптимизмом — в частности, этому способствует её светлый и радостный колорит. Голубизна неба, подёрнутого нежной розоватой дымкой, и зелень травы оттеняют золотисто-жёлтую цветовую гамму ржаного поля. Для цветовых и световых градаций художник использует принципы тональной живописи. Контрасты, вносимые разноцветной одеждой крестьян, добавляют картине «бодрую ноту».

## Этюды, эскизы и повторения

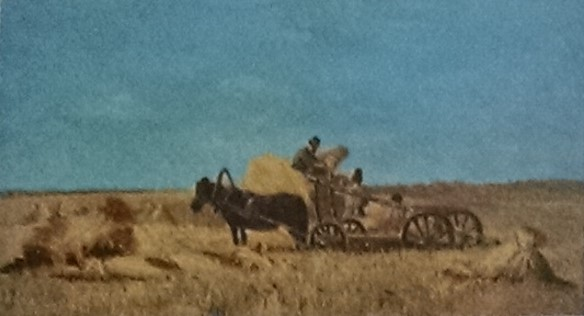
Уборка снопов (эскиз, ГРМ)

В процессе работы над полотном «Страдная пора. Косцы» Мясоедовым был создан ряд этюдов и эскизов. Среди эскизов, связанных с сюжетом этой картины, наиболее известны «Уборка снопов» (холст, масло, 20,7 × 37,9 см, ГРМ, инв. Ж-7623, приобретён у Ю. К. Линника) и «Уборка ржи» (бумага, акварель, 13,1 × 12,5 см, ГТГ). Живописный эскиз «Уборка снопов», написанный Мясоедовым в светлой, но немного приглушённой цветовой гамме, рассматривается в качестве «первого звена» на пути к созданию будущего полотна. При этом искусствоведы отмечали недостаточную проработанность композиции этого эскиза, а также статичность изображённой на нём сцены. В то же время в акварельном наброске «Уборка ржи» можно заметить более сложное развитие сюжета, а также стремление художника «к широкому охвату пространства, к развёрнутому показу крестьянского труда». Искусствовед Алексей Сидоров, отмечая, что «Мясоедов был несомненно сильным и одарённым акварелистом», относил «Уборку ржи» к его лучшим акварельным произведениям.

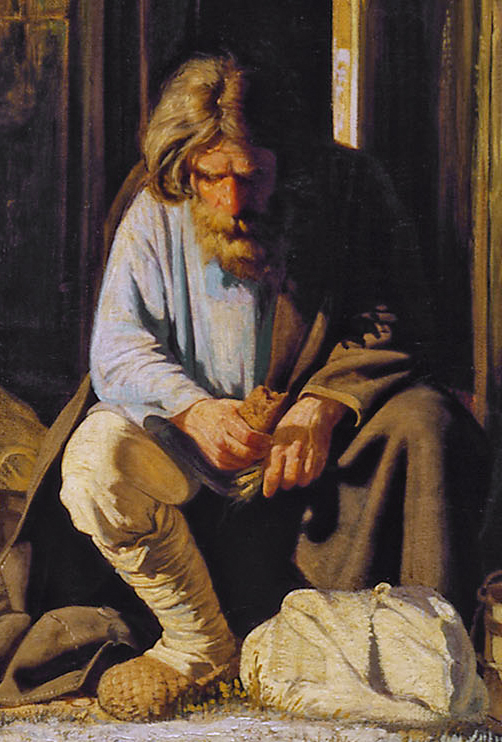
Сидящий крестьянин в правой части картины «Земство обедает» (ГТГ)

Два живописных этюда хранятся в Государственной Третьяковской галерее — «Жница» (холст на картоне, масло, 35,5 × 16,7 см, инв. Ж-257, приобретён в 1962 году у Р. Н. Николаевой) и «Крестьянин-косарь» (холст на картоне, масло, 37 × 17 см, инв. 21969, был в собрании Матвеева, поступил в музей в 1933 году). Картина «Крестьянин-косарь» считается одним из лучших этюдов для полотна «Страдная пора». На ней дано «поясное изображение косаря на фоне ясного голубого неба и спелых колосьев ржи», причём художник сосредотачивает внимание на лице крестьянина, а также на сильном и ловком движении его рук. Внешний облик косаря схож с сидящим крестьянином, изображённым на более ранней картине Мясоедова «Земство обедает» (1872). Хотя обе фигуры исполнены в похожей цветовой гамме, они различаются тем, что сидящий крестьянин погружён в глубокие раздумья, в то время как косарь, изображённый на этюде, полон сил и энергии. Искусствоведы отмечали, что лицо косаря на этюде написано значительно лучше, чем в окончательном варианте картины. Это объясняется тем, что в большом полотне Мясоедов стремился показать «общий трудовой порыв, труд, как дело огромной жизненной важности», и это стремление отодвигало на второй план задачу углублённых психологических характеристик отдельных действующих лиц.
Ещё один этюд, «Голова мужчины в венке из колосьев» или «Голова крестьянина в венке из колосьев» (холст, масло, 33 × 28 см), датируемый 1884 годом или, менее конкретно, серединой 1880-х, находится в собрании Орловского музея изобразительных искусств. Он был приобретён для музея Министерством культуры Российской Федерации в 2009 году. По некоторым сведениям, этот этюд является автопортретом художника.
В Государственном музее искусств Казахстана имени А. Кастеева хранится картина Мясоедова «Жатва» (холст, масло, 141 × 268 см, 1887) — авторский вариант-повторение полотна «Страдная пора. Косцы». Ещё один вариант-повторение картины, большего размера (268 × 400 см), был написан Мясоедовым в 1892 году. Художник создал его, понимая, что оригинальное полотно, находившееся в Гатчинском дворце, оказалось недоступным для широких народных масс. Мясоедов подарил это авторское повторение Московскому училищу живописи, ваяния и зодчества. По сведениям на 1964 год, местонахождение этого повторения было неизвестно. Кроме того, в начале 1900-х годов Мясоедов написал картину «Крестьянин-косарь» (49,1 × 27,2 см, частное собрание), которая является вариантом-повторением фрагмента картины «Страдная пора» 1892 года.

## Отзывы и критика
В статье «Выставка передвижников», опубликованной в номере «Новостей и Биржевой газеты» от 1 марта 1887 года, критик Владимир Стасов писал, что «Страдная пора» Григория Мясоедова является одной из самых удачных картин художника. По словам Стасова, «впечатление золотого ржаного поля, где, закрытые до пояса колосьями, косят рожь мужики и бабы, лёгкие облачка на небе, розовые нежные отблески на горизонте — всё это полно поэзии, светлого чувства, чего-то здорового и торжественного».

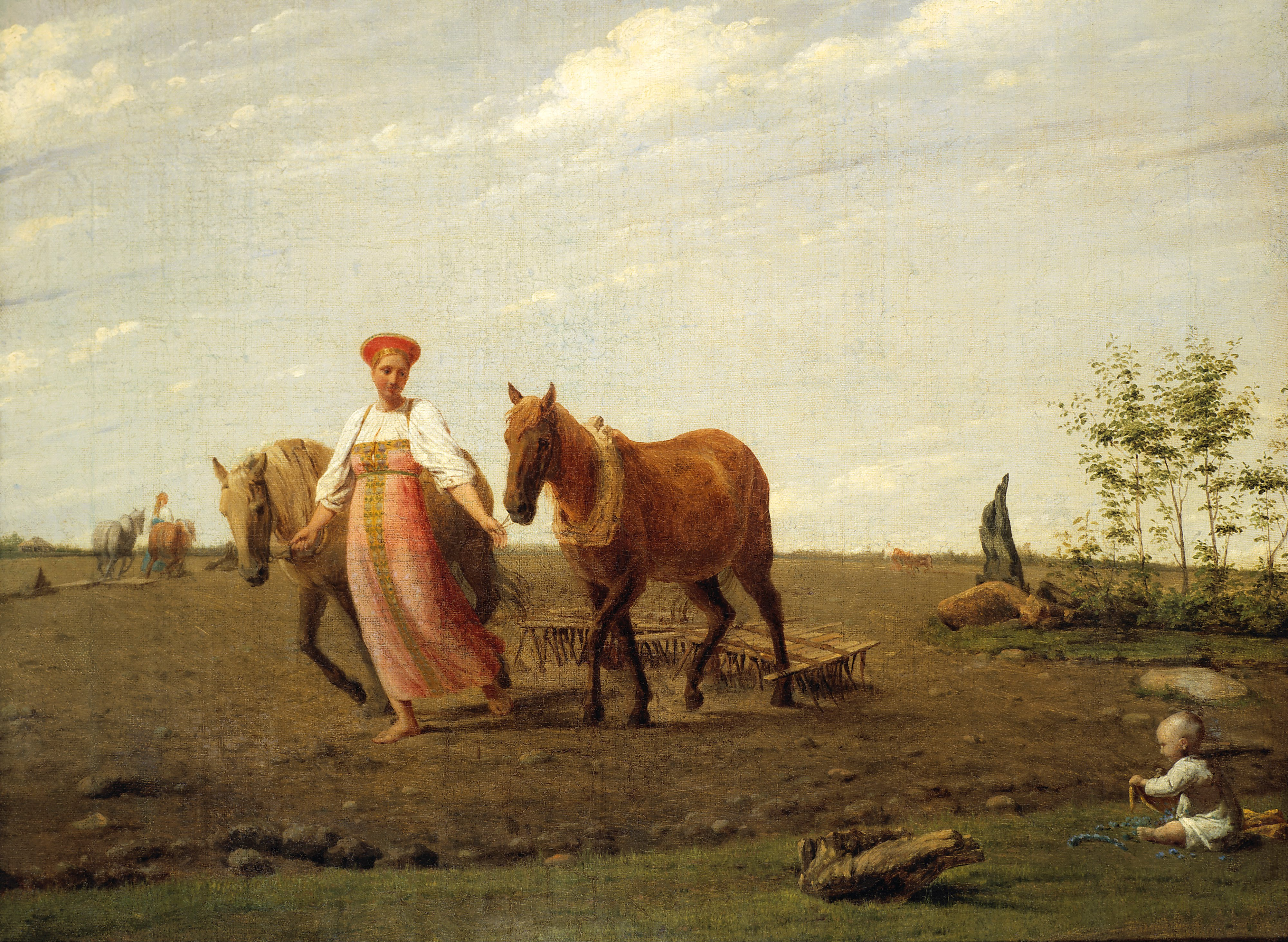
А. Г. Венецианов. На пашне. Весна (первая половина 1820-х, ГТГ)

В обзоре, опубликованном в апреле 1887 года в журнале «Русская мысль», писатель Павел Ковалевский отмечал, что создание «Страдной поры» свидетельствует о возвращении Мясоедова к его родному порогу, «к чисто русскому мотиву хлебородных мест, с мужичками», к той теме, которую он начал в полотне «Чтение Положения 19 февраля 1861 года» (1873, ныне в ГТГ). По словам Ковалевского, «Страдная пора» задумана и исполнена художником «счастливо и просто», она в самом деле «горит и дышит деревенской страдой», а изображённые на ней «фигуры и пейзаж одинаково хороши», так что новую работу Мясоедова с полным правом можно назвать «одним из украшений богатой выставки Товарищества».
Искусствовед Дмитрий Сарабьянов писал, что «Страдная пора» относится к ряду произведений Мясоедова, в которых тема крестьянского труда тесно переплетена с изображением деревенского пейзажа, — все эти картины «свидетельствуют о стремлении художника передать поэзию труда, красоту земли, возделанной человеком». В то же время Сарабьянов отмечал, что в «Страдной поре» Мясоедов «не сумел с достаточной выразительностью обрисовать лица своих героев, показать на них определённые чувства», но при этом художник смог создать «общее впечатление шири, народной силы». По словам Сарабьянова, в этом произведении Мясоедову удалось добиться «монументального построения полотна», которое соответствует общему замыслу и показывает «красоту трудового подъёма в страдную пору».

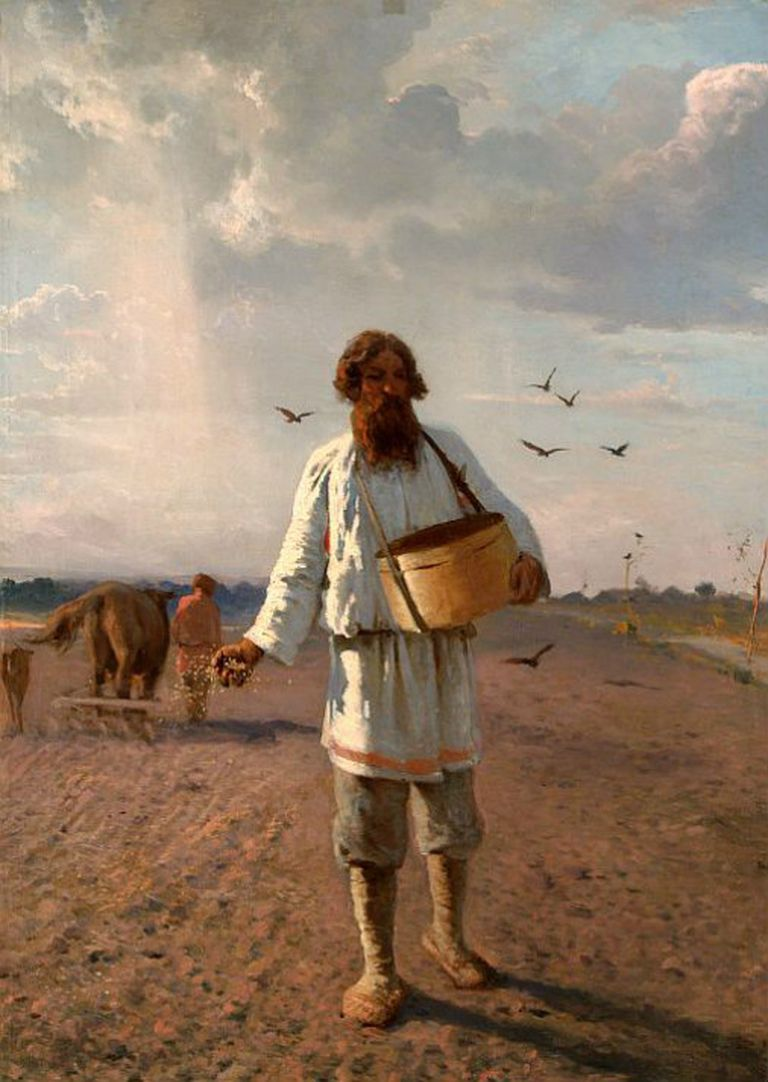
Г. Г. Мясоедов. Сеятель (1888, ЛНХМ)

В монографии о творчестве Мясоедова, изданной в 1971 году, искусствовед Ирина Шувалова подчёркивала, что до появления картины «Косцы» в работах русских художников второй половины XIX века не было столь «оптимистической трактовки темы крестьянского труда» и что в этом смысле полотно Мясоедова можно сравнить разве что с картиной Алексея Венецианова «На пашне. Весна», созданной в 1820-х годах. По словам Шуваловой, в картине «Косцы» впервые в русской живописи столь отчётливо были показаны «величие и красота крестьянского труда и, главное, его могучее созидательное начало».
Искусствовед Фрида Рогинская писала, что появившееся в 1887 году полотно «Страдная пора», а также последовавшие за ним картины «Сеятель» (1888, ЛНХМ) и «Зреющие нивы» (1892, ГРМ) представляли собой серию произведений, начинавших новый этап в творчестве Мясоедова. По определению Рогинской, «Страдная пора» — «это монументальное полотно с отчётливо выраженным эпическим началом», а основная идея произведения — «идея трудового воодушевления, родственного творческой радости». Рогинская отмечала, что и вся картина в целом, и фигуры отдельных косцов вызывают ассоциации со стихотворением Алексея Кольцова «Косарь» (1836), а также со сценой сенокоса, описанной Львом Толстым в романе «Анна Каренина».

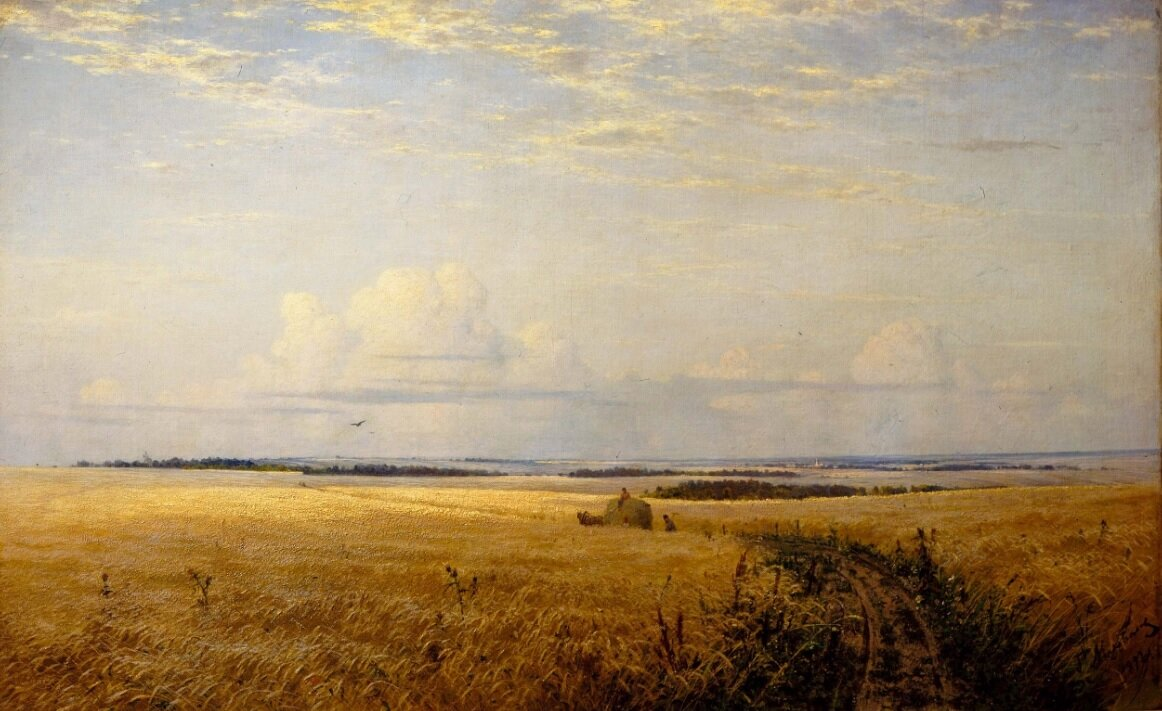
Г. Г. Мясоедов. Зреющие нивы (1892, ГРМ)

Искусствовед Нонна Яковлева считала, что картины «Страдная пора», «Сеятель» и «Зреющие нивы» можно рассматривать как своеобразную трилогию Мясоедова, «воспевающую труд хлебопашцев». Яковлева отмечала, что выразительность картины «Страдная пора» в значительной мере выигрывает за счёт использования открытого природного пространства, а ощущение величия крестьянского труда достигается размахом пространственного решения полотна с высоким небом и полем ржи, по которому в сторону зрителя движутся косцы. При этом, по мнению Яковлевой, художник «не до конца преодолевает противоречие живописи пейзажа и тёмных, написанных в мастерской, фигур»; кроме того, «режет глаз и сухо выписанный передний план картины».
Искусствовед Виталий Манин отмечал жизнерадостность картины «Страдная пора. Косцы» и писал, что в ней Мясоедов показал своё владение «пленэрным письмом и предметным ощущением действительности», которое привело «к почти физическому осязанию красоты цветущей природы». По словам Манина, в этой картине поэтизируется крестьянский труд и «исчезают любые намёки на критическое суждение о реальности». Манин писал, что в «Страдной поре» противоборствуют бытовой и пейзажный жанры, но при этом ни один из них не одерживает победу — «спелые, налитые хлеба дополняют радость труда, как бы приводя два жанра к согласию».

## Комментарии
1. 1 2  Для датировки событий, происходивших в Российской империи, используется юлианский календарь («старый стиль»).
2. ↑  В просторечии слово «ромашка» используется не только для растений соответствующего рода, но и для нивяника и некоторых других[47][48].